# Râul Valea Pietrei Albe
Râul Valea Pietrei Albe este un curs de apă, fiind unul din cele două brațe care formează Pârâul Cuților.

## Hărți
- Harta munții Pădurea Craiului  Arhivat în 16 ianuarie 2010, la Wayback Machine.
- Harta interactivă Munții Pădurea Craiului
- Harta munții Apuseni